# Mauricio Kagel
Mauricio Raúl Kagel (ur. 24 grudnia 1931 w Buenos Aires, zm. 18 września 2008 w Kolonii) – argentyńsko-niemiecki kompozytor, dyrygent, librecista i reżyser.

## Życiorys
Twórca teatru instrumentalnego. Współpracował z Ensemble 70 (m.in. z polskim reżyserem Marianem Czurą).
Odznaczony Krzyżem Zasługi I Klasy Orderu Zasługi Republiki Federalnej Niemiec (1975) oraz komandorią francuskiego Orderu Sztuki i Literatury (1995). Laureat Nagrody Erazma (1998) i Nagrody Rolfa Schocka (2005).

## Kompozycje

### Utwory sceniczne
- Staatstheater – Szenische Komposition (1967/7 0)
- Mare nostrum. Entdeckung, Befriedung und Konversion des Mittelmeerraums durch einen Stamm aus Amazonien – szenisches Spiel für Countertenor, Bariton, Flöte, Oboe, Gitarre, Harfe, Violoncello und Schlagzeug (1975)
- Kantrimiusik – Pastorale für Stimmen und Instrumente (1975)
- Die Erschöpfung der Welt – Szenische Illusion in einem Aufzug (1980)
- Aus Deutschland. Eine Liederoper (1981)
- Der mündliche Verrat (La Trahison orale) – Ein Musikepos über den Teufel für 3 Sprecher/Darsteller und 7 Instrumentalisten (1981-1983)
- Tantz-Schul – Ballet d'action (1988)

### Utwory instrumentalne i wokalne
- Dos piezas – na orkiestrę (1952)
- Heterophonie – na instrumenty pozaeuropejskie (1961)
- Der Schall – dla pięciu wykonawców (1968)
- Exotica – na instrumenty pozaeuropejskie (1971/72)
- Klangwölfe – na skrzypce i fortepian (1979)
- Zehn Märsche, um den Sieg zu verfehlen (Dziesięć marszów [skomponowanych tak], aby nie dojść do zwycięstwa) (1979)
- Prinz Igor – msza żałobna za Igora Strawinskiego (1982)
- Trio na skrzypce, wiolonczelę i fortepian (1985)
- Sankt-Bach-Passion – dla solistów, chóru i wielkiej orkiestry (1985)
- Ein Brief (List) – scena koncertowa dla mezzosopranu i orkiestry (1986)
- Quodlibet – kantata na głos i orkiestrę (1988)
- Liturgien – dla solistów, chóru i orkiestry symfonicznej (1989/90)
- Verstümmelte Verräte – na baryton i instrumenty (1992)
- Schattenklänge – trzy utwory na klarnet basowy (1995)
- Opus 1991 – na wielką orkiestrę (1991)
- Konzertstück na perkusję i orkiestrę (1990-92)
- Fanfanfaren dla 4 trąbek (1993)
- Orchestrion-Straat – na zespół kameralny (1996)
- Die Stücke der Windrose – na orkiestrę salonową
- Drei Etüden – na wielką orkiestrę
- Art bruit – dla perkusisty i asystenta (1994/95)
- A Deux Mains – Impromptu na fortepian (1995)
- Duodramen – na sopran, baryton i orkiestrę (1997/98)
- Schwarzes Madrigal – na chór, trąbkę, tubę i dwie perskusje (1998/99)
- Entführung im Konzertsaal – opera estradowa (2000)
- Trio na skrzypce, wiolonczelę i fortepian (2001)
- Broken Chords – na orkiestrę (2000/01)
- Das Konzert – na flet, harfę, perkusję i smyczki (2001/02)
- Fremde Töne & Widerhall – na orkiestrę (2005)
- Divertimento? – farsa na zespół (2005/2006)

## Słuchowiska radiowe
- Ein Aufnahmezustand, WDR 1970 (Karl-Sczuka-Preis).
- Guten Morgen, WDR 1971
- Soundtrack, WDR 1975.
- Die Umkehrung Amerikas, WDR 1976.
- Der Tribun, WDR 1979 (Hörspielpreis der Kriegsblinden).
- Rrrrrrr... – Eine Radiophantasie, WDR 1982.
- Nach einer Lektüre von Orwell, WDR/RB 1984.
- Der mündliche Verrat, WDR 1987.
- Nah und fern, WDR 1994 (Karl-Sczuka-Preis).
- Vorzeitiger Schlussverkauf – Unvollendete Memoiren eines Toningenieurs, WDR 2004.

## Filmy
- Ludwig van (1970)
- Anti-These
- Blue's Blue
- Ex-Position

## Publikacje
- Mauricio Kagel: Worte über Musik. Gespräche, Aufsätze, Reden, Hörspiele, Piper-Schott, München, ISBN 3-492-18320-4
- Dieter Schnebel: Mauricio Kagel. Musik, Theater, Film, DuMont Schauberg, Köln, 1970
- Tamtam. Monologe und Dialoge zur Musik, 1975
- Klaus Schöning (Hg.): Das Buch der Hörspiele – Mauricio Kagel zum fünfzigsten Geburtstag, Suhrkamp Verlag, 1981
- Werner Klüppelholz: Mauricio Kagel 1970-1980, DuMont Buchverlag, Köln, 1981, ISBN 3-7701-1246-6
- Werner Klüppelholz: Kagel..../1991, DuMont Buchverlag, Köln, 1991, ISBN 3-7701-2813-3
- Werner Klüppelholz: Kagel. Dialoge, Monologe, Köln 2001, ISBN 3-7701-5267-0